# JK Edwards
Juan Kalife Edwards, né le 6 septembre 1982 à Gastonia en Caroline du Nord, est un joueur de basket-ball professionnel américain. Il joue au poste de pivot.

## Biographie
Pivot de petite taille (2,02 m), JK Edwards compense son manque de taille par un physique imposant : il pèse 125 kg.
Formé dans le club des UNLV Rebels de l'université du Nevada à Las Vegas, Juan Kalife Edwards  joue sous les ordres du célèbre Jerry Tarkanian dit « The Shark ». Durant ces deux saisons avec les UNLV Rebels, JK s'impose comme un joueur stable.
Edwards commence sa carrière professionnelle en France en 2004 à Quimper en Pro B. Il évolue successivement sous les couleurs du Havre (Pro A), de Cholet puis encore du Havre (avec Christian Monschau). À l'été 2008, JK Edwards suit son entraîneur dans le Nord de la France où il signe en faveur du BCM. Edwards est le capitaine et un très bon défenseur. Sa connaissance du basket-ball lui permet également de prendre le dessus sur des joueurs plus grands que lui. Enfin, sa générosité dans l'effort et son habitude à se jeter à corps perdu dans les batailles du terrain en ont fait rapidement un des joueurs préférés des spectateurs du Sportica, la salle de Gravelines.
En 2010, il rejoint le club ukrainien du BC Donetsk avec lequel il atteint la finale du championnat d'Ukraine. En août 2011, il retourne à Gravelines où il signe un contrat de deux ans.
À l'été 2013, il signe avec le CSP Limoges qui joue en Pro A. Il s'intègre très bien dans l'équipe et à la mi-saison il est le meilleur joueur à l'évaluation. Bon passeur, régulier, il est mobile et vif malgré son poids. À Limoges, l'entraîneur Jean-Marc Dupraz l'utilise parfois au poste d'ailier fort, parfois à celui de pivot. Il remporte le titre de champion de France. Le 26 février 2014, il se fait opérer de la main droite et manque jusqu'à six semaines de compétition. Il est champion de France 2013/2014 avec Limoges. À la fin de la saison, il est désigné meilleur sixième homme du championnat.
Sans club depuis son départ de Limoges au terme de la saison, il signe en décembre 2014 avec Gravelines. Le contrat court d'Edwards arrive à son terme le 17 janvier 2015 mais Gravelines souhaite le conserver et la LNB accorde au club sa prolongation.
Le 12 juillet, il signe à l'Élan béarnais Pau-Lacq-Orthez.
Pendant la saison 2016-2017, il est licencié par l'Elan Béarnais Pau Lacq Orthez après avoir été testé positif à un test antidopage à la suite d'un match qu'il ne joua pas étant blessé mais étant tout de même sur la feuille de match.

## Clubs

### Collège
- 2000-2002 :  Indian Hills CC

### Université
- 2002-2004 :  Rebels d'UNLV (NCAA 1)

### Professionnel
- 2004-2005 :  UJAP Quimper (Pro B)
- 2005-2006 :  STB Le Havre (Pro A)
- 2006-2007 :  Cholet Basket (Pro A)
- 2007-2008 :  STB Le Havre (Pro A)
- 2008-2010 :  BCM Gravelines-Dunkerque (Pro A)
- 2010-2011 :  BC Donetsk (Championnat d'Ukraine)
- 2011-2013 :  BCM Gravelines-Dunkerque (Pro A)
- 2013-2014 :  Limoges CSP (Pro A)
- 2014-2015 :  BCM Gravelines-Dunkerque(Pro A)
- 2015-2016 :  Élan béarnais Pau-Lacq-Orthez (Pro A)
- 2016-2017 :  Élan béarnais Pau-Lacq-Orthez (Pro A)
- 2017 :  Saint-Chamond Basket (Pro B)

## Palmarès

### En club
- Vainqueur de la  Disney Land Leaders Cup 2013 avec le BCM Gravelines Dunkerque.
- Champion de France 2014 avec le CSP Limoges.

### Distinctions personnelles
- Participation au All-Star Game LNB : 2013